# 朗根布鲁克

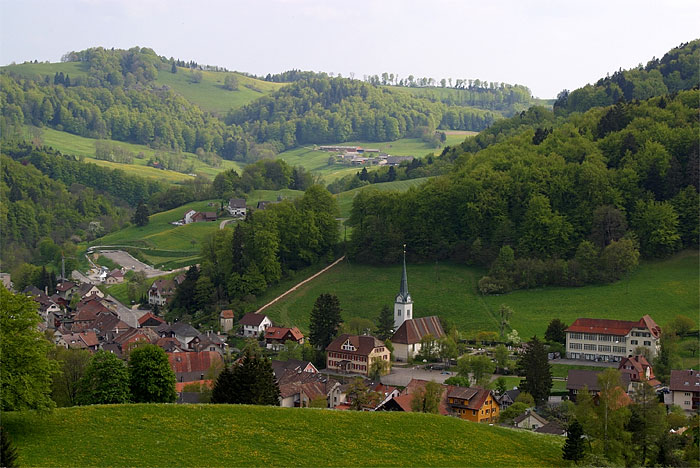

朗根布鲁克（德语：Langenbruck）是瑞士的城鎮，位於該國北部，由巴塞爾鄉村州負責管轄，面積15.69平方公里，海拔高度734米，2012年人口982，一半人口信奉基督教，人口密度每平方公里63人。

## 外部連結
- Official website （页面存档备份，存于） （德文）